# Ринеккер, Гюнтер
Гюнтер Фридрих Вильгельм Ринеккер (англ.  Friedrich Wilhelm Rienäcker; 13 мая 1904 года, Бремен-13 июня 1989 года, Берлин) — немецкий химик. Он стал известен своими научными работами о гетерогенных катализаторах и способах их действия. Ректор Ростокского университета (1946—1948). Генеральный секретарь Германской академии наук в Берлине.

## Биография
Родился 13 мая 1904 года в Бремене в семье учителя. В 1922—1926 годы изучал химию в Мюнхенском университете, получил докторскую степень. В 1926—1936 годы работал ассистентом в Институте физической химии и в Химическом институте Университета Фрайбурга-им-Брайсгау. В 1936 году он завершил хабилитацию.
У Ринеккера было трое детей: Анна Ринеккер (1951 г.р.)- врач. Гердом Ринеккер- информатик и Юргеном Риенекер (1936 г.р.)- физик.

### Карьера учёного
Ринеккер начал карьеру преподавателя во Фрайбургском университете, затем был назначен адъюнкт-профессором неорганической химии и технологии в Гёттингенском университете. В 1942—1954 годы он был профессором неорганической химии и возглавлял Химический институт Ростокского университета. В 1945 году стал деканом философского факультета. После возобновления работы Ростокского университета в феврале 1946 года он был его ректором (1946—1948). Оказал существенное влияние на процесс восстановления в Германии («нулевые годы») после падения национал-социализма.
В 1952 году вместе с Вольфгангом Лангебеком основал в научный Институт катализа в Ростоке. в 1952—1959 годы он был директором этого института. В 1954 году Ринеккер, получивший международную известность благодаря своим работам по гетерогенному катализу, был приглашён на должность профессора неорганической химии в Университет Гумбольдта в Берлине. Ринеккер возглавил Первый химический институт, а затем Институт исследований неорганического катализа.
В 1953 году он стал полноправным членом Немецкой академии наук в Берлине, а в 1957—1963 годы он был генеральным секретарём этого учреждения. С 1966 года — иностранный член АН СССР.
В 1969 году Гюнтер Риенекер вышел на пенсию.
В 1946—1989 годы он был главным редактором журнала неорганической и общей химии.

### Политическая деятельность
В 1945 году Ринекер присоединился к СДПГ. После объединения КПГ и СДПГ в Восточной Германии стал членом СЕПГ (1946). В 1946 году он был избран депутатом городского совета Ростока и депутатом государственного парламента Мекленбург-Передняя Померания (С 1990 года от этого округа в Бундестаг избирается А. Меркель).
В 1949/1950 он был членом Временной Народной палаты в ГДР. В 1953—1959 годы он был председателем центрального правления научного союза, а с 1955 по 1959 год - членом федерального совета Объединения свободных немецких профсоюзов (FDGB).
В 1958—1963 годы он был членом ЦК СЕПГ. 1971/1972 годы — президентом Комиссии по делам ЮНЕСКО.

## Награды в ГДР
•	1955 г. Национальная премия ГДР III класса в области науки и техники
•	1959 г. Избран членом Научной академии Леопольдина в Галле (Заале).
•	1961 Почетный сенатор от университета Ростока
•	Золотой орден «За заслуги перед Отечеством» 1965 г. и знаком почета 1984 г. за эту медаль
•	1967 г. Медаль Винкера химического общества ГДР
•	1969 г. Почетный доктор Ростокского университета.
•	1974 г. Орден Карла Маркса
•	1974 г. Почетный доктор в техническом колледже «Карл Шорлеммер» Лейна-Мерзебурга
•	1984 г. Почетный доктор в Университете Гумбольдта в Берлине .

## Труды
- Über Katalyse und Katalysatoren. Bremer Beiträge zur Naturwissenschaft, Bd. 7, H. 2; Schriften der Wittheit zu Bremen, Reihe G. Geist Verlag, Bremen 1943.

- Hermann Staudinger, Günther Rienäcker: Tabellen für allgemeine und anorganische Chemie. Braun Verlag, Karlsruhe, 3. Auflage 1944, 4. Auflage 1946, 5. Auflage 1947.

- Die demokratische Sendung der Universität. Rede bei der Wiedereröffnung der Universität Rostock am 25. Februar 1946. Kleine Schriftenreihe des Kulturbundes Mecklenburg-Vorpommern, H. 1. Verlag demokratische Erneuerung, Schwerin 1946.

- Beiträge zur Kenntnis der Wirkungsweise von Katalysatoren und Mischkatalysatoren. Abhandlungen der Deutschen Akademie der Wissenschaften zu Berlin, Klasse für Chemie, Geologie und Biologie, Jg. 1955, Nr. 3. Akademie-Verlag, Berlin 1956.

- Über Trägerkatalysatoren. Sitzungsberichte der Deutschen Akademie der Wissenschaften zu Berlin, Klasse für Chemie, Geologie und Biologie, Jg. 1964, Nr. 3. Akademie-Verlag, Berlin 1964.